# Mein Teil
Mein Teil to utwór niemieckiego zespołu Rammstein z czwartego albumu studyjnego zespołu, zatytułowanego Reise, Reise. Mein Teil to także pierwszy singel promujący płytę. W 2004 roku znalazła się na ścieżce dźwiękowej do filmu Resident Evil²: Apokalipsa.
Refren utworu rozpoczyna się od słów Denn du bist was du isst (Ponieważ jesteś tym, co zjadasz), a sam utwór rzeczywiście zainspirowany został aktem kanibalizmu. Za kanwę posłużyła znana historia dwójki Niemców z Rotenburg an der Fulda – Armina Meiwesa i Bernda Jürgena Brandesa. W marcu 2001 roku spotkali się oni w mieszkaniu jednego z nich, po czym odcięli Brandesowi penisa i zjedli go. Meiwes zabił Brandesa, a następnie poćwiartował go i zjadał po kolei części jego ciała. Brandes wyraził na wszystko zgodę. Meiwes został skazany na osiem i pół roku więzienia (w powtórnym procesie skazany na dożywocie).
Oliver Riedel, basista Rammsteinu, tak mówi o pomyśle na napisanie piosenki: Jeden z nas przyniósł gazetę, w której napisane było o gościu-kanibalu. Byliśmy jednocześnie zszokowani, zafascynowani i ubawieni. Wokalista, Till Lindemann, komentuje to tak: To jest tak chore, że aż fascynujące. Po prostu chce się o tym napisać piosenkę. 
Mein Teil wywołało sporo kontrowersji w rodzimych Niemczech (media nazwały piosenkę Kannibalensong – kanibalistyczna piosenka), co na początku sierpnia 2004 roku pomogło jej w zajęciu drugiego miejsca na niemieckich listach przebojów. Remiksy piosenki nagrali Arthur Baker i zespół Pet Shop Boys.

## Mein Teilna żywo
Wykonywanie na żywo Mein Teil było jednym z najbardziej spektakularnych widowisk podczas tournée zespołu promującego Reise, Reise (2004–2005). 
W czasie występu wokalista pojawia się w zakrwawionym ubraniu szefa kuchni, trzymając mikrofon stylizowany na nóż rzeźnicki. Ciągnie za sobą ogromny kocioł z klawiszowcem w środku, który gra na keyboardzie w trakcie trwania piosenki. Do jego ramion i nóg przytwierdzone są metalowe cylindry. Po drugim refrenie Till bierze miotacz płomieni i rozpala pod kotłem, zaczynając „gotować” Flake’a, który wyskakuje z kotła i zaczyna biegać wokół sceny, a z jego ramion i nóg buchają płomienie. Jest jednocześnie ścigany po scenie przez Lindemanna, który biega za nim z rzeźnickim nożem.
Lorenz, zapytany o występy na żywo, odpowiada: Jest dobrze, to tylko ból. Chociaż nie można oddychać, ponieważ wtedy wdycha się płomienie, co może zakończyć się śmiercią.

## Teledysk
Kontrowersje wokół piosenki spowodowały, że w niemieckiej MTV Mein Teil emitowane mogło być dopiero po godzinie dwudziestej trzeciej. Na samym początku teledysku słychać głos wypowiadający zdanie „Suche gut gebauten Achtzehn- bis Dreißigjährigen zum Schlachten – Der Metzgermeister” (Poszukuję do uboju dobrze zbudowanego mężczyzny, w przedziale wiekowym od 18 do 30 lat - Mistrz masarski) jest to cytat pochodzący z internetowego ogłoszenia Meiwesa. W dalszej części teledysku Till zjada anioła i uprawia z nim seks oralny, Christian tańczy balet, Richard uprawia zapasy z samym sobą, Paul jakby obezwładniony niewidzialną siłą krzyczy, a Oliver miota się w spazmach po podłodze. Cały zespół walczy ze sobą w błocie. Teledysk kończy się sceną, w której pięciu członków zespołu wychodzi na czworaka, niczym zwierzęta, z berlińskiego U-Bahn. Szósty, Christoph, przebrany za kobietę, prowadzi ich na smyczy ulicami Berlina.

## Spis utworów na singlu
- Mein Teil  (4:23)
- Mein Teil (You Are What You Eat Edit), zremiksowane przez Pet Shop Boys (4:07)
- Mein Teil (Return to New York Buffet Mix), zremiksowane przez Arthura Bakera (7:22)
- Mein Teil (There Are No Guitars on This Mix), zremiksowane przez Pet Shop Boys (7:20)